# Список депутатов Верховного Совета БАССР 11-го созыва
Депутаты Верховного Совета БАССР одиннадцатого созыва (283 депутата)
Верховный Совет Башкирской АССР был образован согласно Конституции БАССР 1937 года. Верховный Совет Башкирской АССР является высшим органом государственной власти в Башкирской АССР,  правомочным решать все вопросы, отнесенные Конституцией СССР, Конституцией РСФСР и Конституцией Башкирской АССР к ведению Башкирской АССР. Деятельность Верховного Совета Башкирской АССР основывается на коллективном, свободном, деловом обсуждении и решении вопросов, гласности, регулярной отчетности перед Верховным Советом Башкирской АССР создаваемых им органов, широком привлечении граждан к управлению государственными и общественными делами, постоянном учете общественного мнения.
Осуществление Верховным Советом Башкирской АССР своих полномочий строится на основе активного участия в его работе каждого депутата Верховного Совета Башкирской АССР. Депутат осуществляет свои полномочия, не порывая с производственной или служебной деятельностью.
До 1970-х годов Верховный Совет Башкирской АССР размещался по адресу: БАССР, г. Уфа, ул. Пушкина, д. 106.
Список депутатов Верховного Совета БАССР одиннадцатого созыва:
- Мирзагитов, Асхат Масгутович, Председатель Верховного Совета БАССР, Рсаевский избирательный округ № 212, Илишевский район
- Краснова, Зоя Игнатьевна, заместитель Председателя Верховного Совета БАССР, Новостроевский избирательный округ № 113, г. Салават
- Халиков, Халил Мирзаянович, заместитель Председателя Верховного Совета БАССР, Верхнеяркеевски округ № 211, Илишевский район
- Абдулов, Марсель Хабибович, Красноключевский избирательный округ № 244, Нуримановский район
- Абхаликова, Валентина Владимировна, Парковый избирательный округ № 100, г. Нефтекамск
- Аверьянов, Дмитрий Васильевич, Зилаирский избирательный округ № 205, Зилаирский район
- Аглямов, Фатих Галиевич, Калтасинский избирательный округ № 215, Калтасинский район
- Азнабаев, Ахмер Мухаметдинович, Пролетарский избирательный округ № 39, Октябрьский район, г. Уфа
- Акбарова, Рамила Шарифьяновна, Ангасянский избирательный округ № 197, Дюртюлинский район
- Акназаров, Зекерия Шарафутдинович, Метевбашевский избирательный округ № 168, Белебеевский район
- Алимбаева, Найля Галимзяновна, Салаватский избирательный округ № 42, Октябрьский район, г. Уфа
- Антипова, Клавдия Николаевна, Турсагалинский избирательный округ № 157, Аургазинский район
- Аралбаева, Валима Кужахметовна, Акмурунский избирательный округ № 158, Баймакский район
- Афанасьев, Александр Иванович, Урмиязовский избирательный округ № 154, Аскинский район
- Ахмедьянова, Гульсум Гарифовна, Щербаковский избирательный округ № 59, Орджоникидзевский район, г. Уфа
- Ахметов, Анас Фазылянович, Бижбулякский избирательный округ № 174, Бижбулякский район
- Ахметьянова, Рамиля Латифьяновна, Насибашевский избирательный округ № 246, Салаватский район
- Ахунзянов, Тагир Исмагилович, Бик-Кармалинский избирательный округ № 193, Давлекановский район
- Бадретдинов, Рагиб Марвартдинович, Андреевский избирательный округ № 210, Илишевский район
- Байтурина Вазифа Хамитовна, Чекмагушевский избирательный округ № 271, Чекмагушевский район
- Бакаева, Вера Петровна, Строительный избирательный округ № 116, г. Салават
- Бакиров, Урал Насырович, Лесопарковый избирательный округ № 36, Октябрьский район, г. Уфа
- Бакирова, Амина Гайфулловна, Октябрьский избирательный округ № 38, Октябрьский район, г. Уфа
- Барсуков, Анатолий Иванович, Михайловский избирательный округ № 129, г. Стерлитамак
- Бачурин, Дмитрий Григорьевич, Шаранский избирательный округ № 276, Шаранский район
- Баязитов, Минхан Имаевич, Ишлинский избирательный округ № 155, Аургазинский район
- Безденежных, Аркадий Николаевич, Ломоносовский избирательный округ № 90, г. Кумертау
- Безруков, Виктор Николаевич, Нарышевский избирательный округ № 106, г. Октябрьский
- Белалов, Муса Гайсинович, Красноусольский избирательный округ № 190, Гафурийский район
- Бикьянов, Раиль Садыкович, Абзелиловский избирательный округ № 145, Абзелиловский район
- Билалов, Шамиль Ангамович, Нежинский избирательный округ № 52, Орджоникидзевский район, г. Уфа
- Бойко, Александр Алексеевич, Нефтепромысловый избирательный округ № 107, г. Октябрьский
- Бубличенко, Людмила Павловна, Первомайский избирательный округ № 20, Кировский район, г. Уфа
- Буданов, Иван Петрович, Воскресенский избирательный округ № 235, Мелеузовский район
- Булгаков, Марат Сахипович, Интернациональный избирательный округ № 8, Калининский район, г. Уфа
- Бурма Александр Иванович, Нахимовский избирательный округ № 130, г. Стерлитамак
- Вагапов, Афгал Гиниятович, Вокзальный избирательный округ № 93, г. Мелеуз
- Валеев, Адхам Хасанович, Стерлинский избирательный округ № 133, г. Стерлитамак
- Валеева, Зухра Сибгатовна, Ростовский избирательный округ № 41, Октябрьский район, г. Уфа
- Васильева, Лидия Ивановна, Тайрукский избирательный округ № 87, г. Ишимбай
- Вахитов, Шакир Казыханович, Комсомольский избирательный округ № 34, Октябрьский район, г. Уфа
- Вахитов, Шавали Мухаметович, Таймасовский избирательный округ № 232, Кумертауский район
- Винокурова, Ирина Семеновна, Старо-Уфимский избирательный округ № 25, Кировский район, г. Уфа
- Волик, Иван Фомич, Карламанский избирательный округ № 221, Кармаскалинский район
- Воюшин, Владимир Леонидович, Николо-Березовский избирательный округ № 226, Краснокамский район
- Габитов, Исмагил Ахмадуллович, Мраковский избирательный округ № 229, Кугарчинский район
- Гайсин, Шайхутдин Мусинович, Улу-Телякский избирательный округ № 209, Иглинский район
- Гайфуллина Римма Зайнулловна, Октябрьский избирательный округ № 108, г. Октябрьский
- Галиев, Тимергазы Арсланович, Старокандринский избирательный округ № 256, Туймазинский район
- Галикеев, Айрат Агзамович, Аскаровский избирательный округ № 145, Абзелиловский район
- Галимов, Анвар Габдуллович, Ермекеевский избирательный округ № 201, Ермекеевский район
- Галимова, Венера Гузаировна, Белорецкий избирательный округ № 171, Белорецкий район
- Галиуллин, Ким Нигмаевич, Миякинский избирательный округ № 243, Миякинский район
- Галиуллина Дина Абдуловна, Николаевский избирательный округ № 255, Туймазинский район
- Галямов, Радик Шамсунович, Тукаевский избирательный округ № 26, Кировский район, г. Уфа
- Гарданов, Рифгат Тимирбаевич, Тановский избирательный округ № 178, Благоварский район
- Гареев, Ришат Абдуллович, Фрунзенский избирательный округ № 27, Кировский район, г. Уфа
- Гареева, Гальсия Гильмиевна, Машиностроительный избирательный округ № 11, Калининский район, г. Уфа
- Гарипов, Фаузи Гарипович, Инзерский избирательный округ № 173, Белорецкий район
- Гарипова, Флура Фазлеевна, Ленинский избирательный округ № 105, г. Октябрьский
- Гарифуллин, Фарит Шарифуллинович, Харьковский избирательный округ № 70, Советский район, г. Уфа
- Гаянов, Радик Магданович, Редькинский избирательный округ № 228, Краснокамский район
- Гермаш Владимир Михайлович, Восточный избирательный округ № 110, г. Салават
- Гибадатов, Рафик Абдулхакович, Уральский избирательный округ № 69, Советский район, г. Уфа
- Гиззатуллин, Юнир Шагидуллович, Чкаловский избирательный округ № 88, г. Ишимбай
- Гиззатуллина Рафбария Шайхаттаровна, Бакалинскинй избирательный округ № 162, Бакалинский район
- Гимаев, Рагиб Насретдинович, Советский избирательный округ № 24, Кировский район, г. Уфа
- Гиниятуллин, Владислав Ахмадуллович, Большеустьикинский избирательный округ № 237, Мечетлинский район
- Громаков, Владимир Яковлевич, Промысловый избирательный округ № 86, г. Ишимбай
- Губайдуллина Зугура Касимовна, Бельский избирательный округ № 48, Орджоникидзевский район, г. Уфа
- Гулина Эльвира Александровна, Благовещенский сельский избирательный округ № 182, Благовещенский район (Башкортостан)
- Гурентьев, Виктор Васильевич, Белокатайский избирательный округ № 169, Белокатайский район
- Давлеткулов, Азамат Хибатуллович, Юлдыбаевский избирательный округ № 206, Зилаирский район
- Давлетшин, Фарид Канзельмагарифович, Старокалмашевский избирательный округ № 270, Чекмагушевский район
- Давлетшина, Талиба Изаховна, Поляковский избирательный округ № 263, Учалинский район
- Даутов, Вилляр Юмагулович, Бурзянский избирательный округ № 188, Бурзянский район
- Дашкин, Ремель Миргазианович, Серафимовский избирательный округ № 140, г. Туймазы
- Дегтярев, Владимир Александрович, Юбилейный избирательный округ № 136, г. Стерлитамак
- Деев, Геннадий Аркадьевич, Коммунистический избирательный округ № 125, г. Стерлитамак
- Десяткина, Наталья Павловна, Молодёжный избирательный округ № 64, Советский район, г. Уфа
- Егорова, Динара Федоровна, Зириклинский избирательный округ № 275, Шаранский район
- Епифанцев, Сергей Николаевич, Кремлёвский избирательный округ № 10, Калининский район, г. Уфа
- Жданов, Гаяз Фарвазетдинович, Тирлянский избирательный округ № 81, г. Белорецк
- Жданов, Рашит Исламович, Бузовьязовский избирательный округ № 220, Кармаскалинский район
- Житяев, Анатолий Прокофьевич, Коммунаровский избирательный округ № 50, Орджоникидзевский район, г. Уфа
- Задаля. Ольга Николаевна, Вишерский избирательный округ № 33, Октябрьский район, г. Уфа
- Зайнагабдинова, Насима Миниязовна, Заводской избирательный округ № 94, г. Мелеуз
- Зайнетдинова, Любовь Иликбаевна, Краснохолмский избирательный округ № 216, Калтасинский район
- Зайцев, Михаил Алексеевич, Айский избирательный округ № 60, Советский район, г. Уфа
- Закиров, Ахматзия Закирович, Михайловский избирательный округ № 259, Уфимский район
- Зарипова, Музалляфа Наиловна, Северный избирательный округ № 56, Орджоникидзевский район, г. Уфа
- Затеева, Лидия Николаевна, Спортивный избирательный округ № 91, г. Кумертау
- Захаров, Николай Николаевич, Автозаводской избирательный округ № 96, г. Нефтекамск
- Ибрагимова, Фаузия Давлетшиевна, Дзержинский избирательный округ № 89, г. Кумертау
- Ибрагимова, Зиля Сибагатовна, Пионерский избирательный округ № 132, г. Стерлитамак
- Иванова, Александра Михайловна, Тульский избирательный округ № 14, Калининский район, г. Уфа
- Иванова, Антонина Николаевна, Новостроевский избирательный округ № 37, Октябрьский район, г. Уфа
- Иванова, Надежда Александровна, Стеклозаводской избирательный округ № 115, г. Салават
- Иванова, Любовь Сергеевна, Услинский избирательный округ № 252, Стерлитамакский район
- Идиятуллина Антонида Каюмовна, Ямадинский избирательный округ № 279, Янаульский район
- Иликбаев, Борис Валикаевич, Нижнекарышевский избирательный округ № 166, Балтачевский район
- Имелбаева, Файза Мирзовна, Горный избирательный округ № 143, г. Учалы
- Имельбаева, Сария Муртазована, Исянгуловский избирательный округ № 204, Зианчуринский район
- Исламова, Венера Шайнуровна, Ладыгинский избирательный округ № 35, Октябрьский район, г. Уфа
- Исмагилов, Загир Гарипович, Приютовский избирательный округ № 74, г. Белебей
- Исмагилов, Абдулла Гиниятович, Петровский избирательный округ № 213, Ишимбайский район
- Исхаков, Радиф Мухаметович, Черноморский избирательный округ № 135, г. Стерлитамак
- Ихсанов, Аршат Сабитович, Заречный избирательный округ № 95, г. Мелеуз
- Ишмуратов, Миннираис Минигалиевич, Толбазинский избирательный округ № 156, Аургазинский район
- Ишмухаметова, Василя Хусаиновна, Володарский избирательный округ № 61, Советский район, г. Уфа
- Калимуллина Варида Галимхановна, Хмельницкий избирательный округ № 82, г. Белорецк
- Камалов, Минигалим Хазигалиевич, Магинский избирательный округ № 219, Караидельский район
- Камалова, Насима Фаритовна, Маяковский избирательный округ № 12, Калининский район, г. Уфа
- Каменев, Николай Петрович, Железнодорожный избирательный округ № 62, Советский район, г. Уфа
- Карбушев, Владимир Федорович, Аксаковский избирательный округ № 71, г. Белебей
- Каримова, Зайтуна Файзрахмановна, Кармаскалинский избирательный округ № 222, Кармаскалинский район
- Карцев, Евгений Васильевич, Нефтяной избирательный округ № 99, г. Нефтекамск
- Кирханов, Дияс Файзрахманович, Леузинский избирательный округ № 225, Кигинский район
- Кожевников, Михаил Петрович, Нурский избирательный округ № 79, г. Белорецк
- Коликова, Татьяна Васильевна, Балтийский избирательный округ № 207, Иглинский район
- Кондрова, Римма Михайловна, Шафиевский избирательный округ № 47, Октябрьский район, г. Уфа
- Конкина Валентина Николаевна, Орджоникидзевский избирательный округ № 55, Орджоникидзевский район, г. Уфа
- Корольков, Григорий Михайлович, Строительный избирательный округ № 57, Орджоникидзевский район, г. Уфа
- Коршунова, Зоя Павловна, Булгаковский избирательный округ № 258, Уфимский район
- Костылева, Ирина Алексеевна, Институтский избирательный округ № 51, Орджоникидзевский район, г. Уфа
- Кузнецов, Анатолий Васильевич, Цимлянский избирательный округ № 16, Калининский район, г. Уфа
- Куковицкий Михаил Михайлович, Ново-Александровский избирательный округ № 54, Орджоникидзевский район, г. Уфа
- Купцова, Надежда Павловна, Пушкинский избирательный округ № 21, Кировский район (Уфа), г. Уфа
- Курбангалиева, Мунира Калимулловна, Девонский избирательный округ № 104, г. Октябрьский
- Кутушев, Наиль Муллаянович, Волгоградский избирательный округ № 73, г. Белебей
- Лапшина Елена Дмитриевна, Институтский избирательный округ № 111, г. Салават
- Латыпов, Марат Ильясович, Юго-Западный избирательный округ № 137, г. Стерлитамак
- Латыпова, Фаима Минигалиевна, Южный избирательный округ № 142, г. Туймазы
- Латыпова, Римма Фагимовна, Буздякский избирательный округ № 183, Буздякский район
- Литвинова, Надежда Владимировна, Плехановский избирательный округ № 13, Калининский район, г. Уфа
- Локотченко, Анатолий Павлович, Нагаевский избирательный округ № 260, Уфимский район
- Луговая, Любовь Алексеевна, Северо-Пасадский избирательный округ № 68, Советский район, г. Уфа
- Магадеева, Раиса Мулюковна, Гагаринский избирательный округ № 49, Орджоникидзевский район, г. Уфа
- Мазитов, Яудат Зиганурович, Южный избирательный округ № 118, г. Салават
- Максимова, Афина Иксановна, Архангельский избирательный округ № 151, Архангельский район
- Мамалимова, Руза Габдракибовна, Привокзальный избирательный округ № 67, Советский район, г. Уфа
- Мамон, Альбина Ивановна, Курчатовский избирательный округ № 127, г. Стерлитамак
- Маслобоев, Юрий Александрович, Сакмарский избирательный округ № 121, г. Сибай
- Махиярова, Сальхида Лутфулловна, Бурлинский избирательный округ № 189, Гафурийский район
- Машкин, Федор Иванович, Ашкадарский избирательный округ № 250, Стерлитамакский район
- Миндиярова, Роза Сабитовна, Саянский избирательный округ № 43, Октябрьский район, г. Уфа
- Миннигулов, Виль Бахтиярович, Дюртюлинский избирательный округ № 199, Дюртюлинский район
- Минязев, Фарит Зиевич, Новоартаульский избирательный округ № 278, Янаульский район
- Минязова, Сирина Ракиповна, Спортивный избирательный округ № 44, Октябрьский район, г. Уфа
- Миргазямов, Марат Парисович, Кандринский избирательный округ № 139, г. Туймазы
- Мироненко, Иван Кондратьевич, Чишминский избирательный округ № 274, Чишминский район
- Мишакова, Елена Михайловна, Янгискаинский избирательный округ № 191, Гафурийский район
- Мищенко, Вадим Григорьевич, Социалистический избирательный округ № 144, г. Учалы
- Мукминова, Гульнур Шамиловна, Николаевский избирательный округ № 261, Уфимский район
- Муллагалиев, Файлас Кашбиевич, Кушнаренковский избирательный округ № 233, Кушнаренковский район
- Муллагалямов, Марат Сабитович, Автозаводской избирательный округ № 96, г. Нефтекамск
- Мулюков, Галикарам Мухарамович, Российский избирательный округ № 80, г. Белорецк
- Мурзабаева, Танзиля Хусаиновна, Урман-Бишкадакский избирательный округ № 214, Ишимбайский район
- Мусин, Разил Ситдикович, Суккуловский избирательный округ № 200, Дюртюлинский район
- Мустафина Мавзиля Алтафовна, Менделеевский избирательный округ № 63, Советский район, г. Уфа
- Мутугуллин, Хамит Ханифович, Дияшевский избирательный округ № 163, Бакалинский район
- Мухаметдинов, Радил Кияметдинович, Татышлинский избирательный округ № 254, Татышлинский район
- Мухаярова, Флюра Мифтаховна, Аскинский избирательный округ № 153, Аскинский район
- Нагорная Елена Алексеевна, Дзержинский избирательный округ № 28, Ленинский район, г. Уфа
- Насибуллин, Равиль Хайруллович, Калинниковский избирательный округ № 176, Бирский район
- Нефедов, Виктор Сергеевич, Гончаровский избирательный округ № 6, Калининский район, г. Уфа
- Нигматуллин, Акрам Агзамович, Сибайский избирательный округ № 160, Баймакский район
- Нигматуллин, Халит Миннуллович, Арслановский избирательный округ № 272, Чишминский район
- Никитин, Геннадий Михайлович, Усеньский избирательный округ № 141, г. Туймазы
- Нугманова, Кашифа Саяховна, Старотуймазинский избирательный округ № 257, Туймазинский район
- Нухов, Фарид Аюпович, Фурмановский избирательный округ № 15, Калининский район, г. Уфа
- Нухова, Гальсиня Гаптельхадеевна, Ждановский избирательный округ № 7, Калининский район, г. Уфа
- Овчинникова, Людмила Владимировна, Школьный избирательный округ № 84, г. Бирск
- Осьмухин, Георгий Михайлович, Бураевский избирательный округ № 185, Бураевский район
- Палатников, Александр Самойлович, Шахтёрский избирательный округ № 92, г. Кумертау
- Палкин, Валерий Иванович, Байрамгуловский избирательный округ № 262, Учалинский район
- Перевышин, Вячеслав Михайлович, Малиновский избирательный округ № 167, Белебеевский район
- Петаев, Вячеслав Николаевич, Железнодорожный избирательный округ № 123, г. Стерлитамак
- Петров, Борис Ильич, Салаватский избирательный округ № 247, Салаватский район
- Пигина, Валентина Константиновна, Городской избирательный округ № 138, г. Туймазы
- Поддавашкин, Эдуард Сергеевич, Ухтомский избирательный округ № 3, Дёмский район, г. Уфа
- Полещук Ольга Ивановна, Куйбышевский избирательный округ № 77, г. Белорецк
- Почуева, Татьяна Павловна, Губкинский избирательный округ № 103, г. Октябрьский
- Пресняков, Иван Васильевич, Давлекановский избирательный округ № 194, Давлекановский район
- Призенцова, Валентина Яковлевна, Аслыкульский избирательный округ № 192, Давлекановский район
- Прокопенко, Зилия Хайрулловна, Архитектурный избирательный округ № 5, Калининский район, г. Уфа
- Прокофьев, Иван Алексеевич, Иглинский избирательный округ № 208, Иглинский район
- Прохоров, Владимир Васильевич, Новороссийский избирательный округ № 2, Дёмский район, г. Уфа
- Прядко, Евгения Александровна, Краснознаменский избирательный округ № 126, г. Стерлитамак
- Рахматуллин, Рим Хурматович, Айский избирательный округ № 60, Советский район, г. Уфа
- Резбаев, Марат Кашапович, Ирандыкский избирательный округ № 119, г. Сибай
- Рыленко, Владимир Данилович, Рабкоровский избирательный округ № 22, Кировский район, г. Уфа
- Рязанов, Федор Иосифович, Месягутовский избирательный округ № 196, Давлекановский район
- Сабанчина Роза Закиевна, Кировский избирательный округ № 19, Кировский район, г. Уфа
- Сабирзянов, Анас Галимзянович, Энергетический избирательный округ № 101, г. Нефтекамск
- Саетгалиев, Зифкат Исламович, Аксеновский избирательный округ № 149, Альшеевский район
- Салахов, Рашит Асбахович, Калининский избирательный округ № 9, Калининский район, г. Уфа
- Салямов, Яфар Абдуллович, Прибельский избирательный округ № 223, Кармаскалинский район
- Сандурский Богуслав Флорионович, Нефтекамский избирательный округ № 98, г. Нефтекамск
- Сафина Газимя Хамматовна, Старомусинский избирательный округ № 273, Чишминский район
- Севастьянов, Александр Васильевич, Демский избирательный округ № 1, Дёмский район, г. Уфа
- Семенова, Валентина Борисовна, Караидельский избирательный округ № 218, Караидельский район
- Семниева, Елена Никитиновна, Чураевский избирательный округ № 240, Мишкинский район
- Сергеева, Мария Николаевна, Старобазановский избирательный округ № 177, Бирский район
- Силиванов, Айрат Имамутдинович, Казадаевский избирательный округ № 251, Стерлитамакский район
- Ситдиков, Фаниль Ситдикович, Челкаковский избирательный округ № 187, Бураевский район
- Соколова, Вера Николаевна, Автозаводской избирательный округ № 102, г. Октябрьский
- Соловьева, Татьяна Иосифовна, Садовый избирательный округ № 114, г. Салават
- Степанова, Татьяна Германовна, Михайловский избирательный округ № 175, Бижбулякский район
- Стерлядева, Валентина Ивановна, Кувыкинский избирательный округ № 97, г. Нефтекамск
- Сулейманов, Шариф Сулейманович, Арслановский избирательный округ № 248, Стерлибашевский район
- Сулейманова, Сабиля Гайзулловна, Оренбургский избирательный округ № 66, Советский район, г. Уфа
- Султанов, Файзулла Валеевич, Дуванский избирательный округ № 195, Давлекановский район
- Суркин, Владимир Михайлович, Зирганский избирательный округ № 236, Мелеузовский район
- Сырылбаев, Рим Ашрафович, Баймакский избирательный округ № 159, Баймакский район
- Тазиева, Рашида Газнавиевна, Шариповский избирательный округ № 234, Кушнаренковский район
- Таипова, Роза Рифгатовна, Российский избирательный округ № 40, Октябрьский район, г. Уфа
- Тлякбирдин, Булат Габидуллинович, Шакшинский избирательный округ № 17, Калининский район, г. Уфа
- Толстиков, Генрих Александрович, Транспортный избирательный округ № 45, Октябрьский район, г. Уфа
- Трушкина Наталья Алексеевна, Батырский избирательный округ № 18, Кировский район, г. Уфа
- Тюгаев, Прокофий Федорович, Центральный избирательный округ № 117, г. Салават
- Уваров, Николай Александрович, Нефтезаводской избирательный округ № 53, Орджоникидзевский район, г. Уфа
- Уразаев, Рамиль Хатимович, Домостроительный избирательный округ № 29, Ленинский район, г. Уфа
- Усманова, Рашида Хаматовна, Новобалтачевский избирательный округ № 269, Чекмагушевский район
- Устюгова, Валентина Ивановна, Яныбаевский избирательный округ № 170, Белокатайский район
- Фаезова, Сазида Талиповна, Курдымский избирательный округ № 253, Татышлинский район
- Фазуллин, Адунис Мусагитович, Городской избирательный округ № 138, г. Туймазы
- Фазылов, Заки Кунаккужевич, Рудничный избирательный округ № 120, г. Сибай
- Фатхуллин, Гафурьян Фатхинурович, Балтачевский избирательный округ № 165, Балтачевский район
- Федоринова, Валентина Васильевна, Белебеевский избирательный округ № 72, г. Белебей
- Федотов, Геннадий Петрович, Благовещенский городской избирательный округ № 181, Благовещенский район (Башкортостан)
- Филатов, Иван Тимофеевич, Степной избирательный округ № 75, г. Белебей
- Фоминов, Вячеслав Михайлович, Александро-Невский избирательный округ № 4, Калининский район, г. Уфа
- Хабибуллина Асия Анваровна, Стерлибашевский избирательный округ № 249, Стерлибашевский район
- Хайдаров, Мазхар Мирсалимович, Новонагаевский избирательный округ № 227, Краснокамский район
- Хайруллин, Разяп Сагитович, Нуримановский избирательный округ № 245, Нуримановский район
- Хайруллина Фавзия Габдулхаковна, Старосуллинский избирательный округ № 202, Ермекеевский район
- Хайфуллина Рима Зариповна, Ленинский избирательный округ № 31, Ленинский район, г. Уфа
- Хакимзянов, Талгат Исмагилович, Байкибашевский избирательный округ № 217, Караидельский район
- Хакимов, Мансаф Мусиевич, Затонский избирательный округ № 30, Ленинский район, г. Уфа
- Хакимов, Миллят Ташбулатович, Тубинский избирательный округ № 161, Баймакский район
- Халитов, Фаниль Калимуллович, Пугачёвский избирательный округ № 265, Фёдоровский район
- Хаматдинова, Ирина Константиновна, Свердловский избирательный округ № 32, Ленинский район, г. Уфа
- Хамзин, Фарит Хабибуллович, Бельский избирательный округ № 109, г. Салават
- Хамзин, Явдат Абдрахманович, Ленинский избирательный округ № 128, г. Стерлитамак
- Хамидуллин, Хабибулла Хадимуллинович, Асяновский избирательный округ № 198, Дюртюлинский район
- Хамидуллина Глюза Рифгатовна, Мишкинский избирательный округ № 239, Мишкинский район
- Харламов, Виктор Михайлович, Юмагузинский избирательный округ № 230, Кугарчинский район
- Харлов, Алексей Иванович, Зильдяровский избирательный округ № 242, Миякинский район
- Хасанов, Дамир Юсупович, Радищевский избирательный округ № 23, Кировский район, г. Уфа
- Хисматуллин, Файзрахман Шайхитдинович, Бурибаевский избирательный округ № 268, Хайбуллинский район
- Ходосов, Иван Григорьевич, Революционный избирательный округ № 83, г. Бирск
- Хромых Виктор Дмитриевич, Ермолаевский избирательный округ № 231, Кумертауский район
- Хрыкина Любовь Григорьевна, Новаторский избирательный округ № 131, г. Стерлитамак
- Хузина Флорида Аминевна, Тазларовский избирательный округ № 186, Бураевский район
- Чесноков, Виктор Александрович, Бедеево-Полянский избирательный округ № 180, Благовещенский район (Башкортостан)
- Чулюкин, Сергей Викторович, Белореченский избирательный округ № 76, г. Белорецк
- Чурбанов, Владимир Николаевич, Металлургический избирательный округ № 78, г. Белорецк
- Шаверская Наталья Николаевна, Ульяновский избирательный округ № 58, Орджоникидзевский район, г. Уфа
- Шагиев, Ирик Хакимович, Абзановский избирательный округ № 203, Зианчуринский район
- Шайдулин, Мидхат Идиятович, Валентиновский избирательный округ № 152, Архангельский район
- Шаймурзин, Фатави Хусаинович, Айбулякский избирательный округ № 277, Янаульский район
- Шакиров, Мидхат Закирович, Альмухаметовский избирательный округ № 146, Абзелиловский район
- Шакиров, Фарваз Рахимович, Учалинский избирательный округ № 264, Учалинский район
- Шарафутдинов, Адгам Ганеевич, Майский избирательный округ № 85, г. Ишимбай
- Шарафутдинова, Рая Юсуповна, Абдашитовский избирательный округ № 146, Альшеевский район
- Шарипов, Ахсан Шарипович, Кигинский избирательный округ № 224, Кигинский район
- Шарипова, Василя Миниисхаковна, Восточный избирательный округ № 122, г. Стерлитамак
- Шарифуллин, Фан Шамсуллович, Янаульский избирательный округ № 280, Янаульский район
- Шемагонов, Святослав Андреевич, Федоровский избирательный округ № 266, Фёдоровский район
- Юлбердин, Арсланбек Харисович, Раевский избирательный округ № 150, Альшеевский район
- Юльякшин, Амир Губаевич, Уральский избирательный округ № 134, г. Стерлитамак
- Юрин, Александр Сергеевич, Фабричный избирательный округ № 46, Октябрьский район, г. Уфа
- Юрочкин, Николай Михайлович, Верхнеавзянский избирательный округ № 172, Белорецкий район
- Юсупова, Рауза Шаймардановна, Биккуловский избирательный округ № 241, Миякинский район
- Ягафаров, Магасум Мутагарович, Кузеевский избирательный округ № 184, Буздякский район
- Ядренников, Василий Иванович, Западный избирательный округ № 124, г. Стерлитамак
- Якупов, Гирфан Гимранович, Акъярский избирательный округ № 267, Хайбуллинский район
- Янгиров, Рухулбаян Нурлыгаянович, Старокуручевский избирательный округ № 164, Бакалинский район
- Янгирова, Дания Файрушовна, Новиковский избирательный округ № 65, Советский район, г. Уфа
- Янгуразов, Равиль Шакирович, Языковский избирательный округ № 179, Благоварский район
- Яппаров, Винир Камалетдинович, Молодёжный избирательный округ № 112, г. Салават
- Ярушин, Борис Ильич, Лемез-Тамакский избирательный округ № 238, Мечетлинский район

По данным  xn----7sbacsfsccnbdnzsqis3h5a6ivbm.xn--p1ai/elektronnaya-versiya/2-statya/7124-ayupov-mansur-anvarovich.html депутатом избирался Аюпов, Мансур Анварович